# USL Second Division
De United Soccer Leagues Second Division (kortweg USL Second Division of USL-2) was een professionele voetbalcompetitie in de Verenigde Staten. De competitie fungeerde als het derde niveau binnen het voetbal in de VS.
In 2011 startte de United Soccer Leagues vanwege de vorming van de North American Soccer League de USL Pro. Deze zou de Second Division verplaatsen als het derde niveau binnen het Amerikaanse voetbal en dus zou de oude USL Second division worden opgeheven. De USL Pro is een samenvoeging van de USL First Division en de Second Division.

## Kampioenen
| Seizoen | Kampioen                 |
| ------- | ------------------------ |
| 1995    | Long Island Rough Riders |
| 1996    | Charleston Battery       |
| 1997    | Albuquerque Geckos       |
| 1998    | Chicago Stingers         |
| 1999    | Western Mass Pioneers    |
| 2000    | Charlotte Eagles         |
| 2001    | Utah Blitzz              |
| 2002    | Long Island Rough Riders |
| 2003    | Wilmington Hammerheads   |
| 2004    | Utah Blitzz              |
| 2005    | Charlotte Eagles         |
| 2006    | Richmond Kickers         |
| 2007    | Richmond Kickers         |
| 2008    | Cleveland City Stars     |
| 2009    | Richmond Kickers         |
| 2010    | Charleston Battery       |

ALPF (1894–95) · 
NAFBL (1895–1921) · 
ASL I (1921–33) · 
ASL II (1933–83) · 
ISL (1960-65) ·
NPSL I (1967) · 
USA (1967) · 
NASL (1968–85) · 
MISL I (1978–92) · 
NPSL II (1984–2001) · 
USL I (1984–85) · 
WSA (1985–89) · 
LSSA (1987–92) · 
ASL III (1988–89) · 
CISL (1993–97) · 
EISL (1997–98) · 
WISL (1998–2001) · 
WUSA (2001–03) · 
MISL II (2001–08) · 
XSL (2008–09) · 
USL First Division (2005–2010) · 
USL Second Division (1990–2010) · 
D2 Pro League (2010) ·
NASL (2011–17)